# Grevinde Mariza
Grevinde Mariza (originaltitel Gräfin Mariza) er en tysk stumfilm fra 1925 instrueret af Hans Steinhoff.

## Medvirkende
- Vivian Gibson som Maritza
- Harry Liedtke som Tassilo
- Colette Brettel som Lisa
- Fritz Spira som von Wittenburg
- Robert Garrison som Moritz Dragomir Populescu
- Ernő Verebes som Koloman Zsupan
- Hedwig Pauly-Winterstein som Elvira Pranticzek
- Wilhelm Diegelmann som Penizek